# Extrême-Nord
Extrême-Nord (engelsk: 'Far North') er en region i Cameroun med hovedstad i byen Maroua.

## Geografi
Regionen ligger som en spids i den nordlige del af landet og  grænser op til Tchad mod nord, øst og sydøst, den nordlige region mod sydvest og Nigeria mod vest. Regionens topografi er domineret af Mandarabjergene i syd, Wazasletten i den centrale del og Firkisletten i Tschadbækkenet i nord. Grænsen til Nigeria er markeret af floden El Beid, mens grænsen til Tchad er markeret af floderne  Logone og Shari. I nord har provinsen stadig mindre dele af den åbne vandoverflade i Tchadsøen. Provinsen er af stor økologisk betydning på grund af sine store flodsletter, og to nationalparker blev etableret allerede i 1930'erne. Det er den 45 km² Kalamalou Nationalpark i nord og den  1700 km² store Waza Nationalpark i sydvest.

## Befolkningsudvikling
Siden 1976 er befolkningstallet næsten tredoblet.
| År                    | Befolkning |
| --------------------- | ---------- |
| Folketællingen i 1976 | 1.394.765  |
| Folketællingen i 1987 | 1.855.695  |
| Folketællingen i 2005 | 3.111.792  |
| Estimat 2015          | 3.993.000  |

## Administrativ inddeling
Regionen er opdelt i 6 distrikter. I tabellen nedenfor er distriktshovedstaden tildelt hvert distrikt.
| Distrikt        | Distriktets hovedstad |
| --------------- | --------------------- |
| Diamaré         | Maroua                |
| Mayo-Kani       | Kaélé                 |
| Logone-et-Chari | Kusseri               |
| Mayo-Danay      | Yagoua                |
| Mayo-Sava       | Mora                  |
| Mayo-Tsanaga    | Mokolo                |

## Historie
Regionen (indtil 2008 provins) blev oprettet i 1983 med opdelingen af Nordprovinsen i provinserne Adamaua, Far North og den nuværende Nordregion.